# Démographie du Haut-Rhin
La démographie du Haut-Rhin est caractérisée par une forte densité et une population en forte croissance depuis les années 1950.
Avec ses 767 800 habitants en 2022, le département français du Haut-Rhin se situe en 31e position sur le plan national.
En six ans, de 2015 à 2021, sa population s'est accrue de près de 4 500 unités, c'est-à-dire de plus ou moins 800 personnes par an. Mais cette variation est différenciée selon les 366 communes que comporte le département.
La densité de population du Haut-Rhin, 217,8 habitants par kilomètre carré en 2022, est deux fois supérieure à celle de la France entière qui est de 107,1 hab./km2 pour la même année.

## Évolution démographique du département du Haut-Rhin
Le département a été créé par décret du 4 mars 1790. Il comporte alors trois districts (Altkirch, Belfort, Colmar) et 32 cantons. Le premier recensement sera réalisé en 1801 et ce dénombrement, reconduit tous les cinq ans à partir de 1821, permettra de connaître plus précisément l'évolution des territoires.
Avec 424 258 habitants en 1831, le département représente 1,30 % de la population française, qui est alors de 32 569 000 habitants. De 1831 à 1866, il va gagner 106 027 habitants, soit une augmentation de 0,71 % moyen par an, égal au taux d'accroissement national de 0,48 % sur cette même période.
L'évolution démographique entre la Guerre franco-prussienne de 1870 et la Première Guerre mondiale est positive. Sur cette période, la population s'accroît de 58 992 habitants, soit un accroissement de 12,86 %. La population gagne 8,23 %  pour la période de l'entre-deux guerres courant de 1921 à 1936 parallèlement à une croissance au niveau national de 6,9 %.
À l'instar des autres départements français, le Haut-Rhin va ensuite connaître un essor démographique après la Seconde Guerre mondiale. 
En 2022, le département comptait 767 800 habitants, en évolution de +0,66 % par rapport à 2016 (France hors Mayotte : +2,11 %).
| 1791 | 1801    | 1806    | 1821 | 1826 | 1831    | 1836    | 1841    | 1846 |
| ---- | ------- | ------- | ---- | ---- | ------- | ------- | ------- | ---- |
| -    | 303 663 | 414 265 | -    | -    | 424 258 | 447 109 | 464 775 | -    |

| 1851    | 1856    | 1861    | 1866    | 1872    | 1876    | 1881    | 1886    | 1891    |
| ------- | ------- | ------- | ------- | ------- | ------- | ------- | ------- | ------- |
| 494 147 | 499 442 | 515 802 | 530 285 | 458 873 | 453 374 | 461 942 | 462 549 | 471 609 |

| 1896    | 1901    | 1906    | 1911    | 1921    | 1926    | 1931    | 1936    | 1946    |
| ------- | ------- | ------- | ------- | ------- | ------- | ------- | ------- | ------- |
| 477 477 | 495 209 | 512 079 | 517 865 | 468 943 | 490 654 | 516 726 | 507 551 | 471 705 |

| 1954    | 1962    | 1968    | 1975    | 1982    | 1990    | 1999    | 2006    | 2011    |
| ------- | ------- | ------- | ------- | ------- | ------- | ------- | ------- | ------- |
| 509 647 | 547 920 | 585 018 | 635 209 | 650 372 | 671 319 | 708 025 | 736 477 | 753 056 |

| 2016    | 2021    | 2022    | - | - | - | - | - | - |
| ------- | ------- | ------- | - | - | - | - | - | - |
| 762 743 | 767 083 | 767 800 | - | - | - | - | - | - |

## Population par divisions administratives

### Arrondissements
Le département du Haut-Rhin comporte quatre arrondissements. La population se concentre principalement sur l'arrondissement de Mulhouse, qui recense 46 % de la population totale du département en 2022, avec une densité de 504,9 hab./km2, contre 27 % pour l'arrondissement de Colmar-Ribeauvillé, 17 % pour celui de Thann-Guebwiller et 9 % pour celui d'Altkirch.
| Arrondissement     | Population(2022) | Variation(2022/2016)                       | Superficie(km2) | Densité(hab./km2) |
| ------------------ | ---------------- | ------------------------------------------ | --------------- | ----------------- |
| Mulhouse           | 357 005          | en évolution de +1,71 % par rapport à 2016 | 707,1           | 504,9             |
| Colmar-Ribeauvillé | 211 108          | en évolution de −0,26 % par rapport à 2016 | 1 247,9         | 169,2             |
| Thann-Guebwiller   | 129 753          | en évolution de −0,4 % par rapport à 2016  | 907,1           | 143               |
| Altkirch           | 69 934           | en évolution de +0,2 % par rapport à 2016  | 663,1           | 105,5             |
| Source : Insee.    |                  |                                            |                 |                   |

### Communes de plus de10 000 habitants
Sur les 366 communes que comprend le département du Haut-Rhin, 69 ont en 2021 une population municipale supérieure à 2 000 habitants, 25 ont plus de 5 000 habitants, douze ont plus de 10 000 habitants et deux ont plus de 25 000 habitants : Mulhouse et Colmar.
Les évolutions respectives des communes de plus de 10 000 habitants sont présentées dans le tableau ci-après.
| Commune         | Population(2022) | Variation(2022/2016)                       | Superficie(km2) | Densité(hab./km2) |
| --------------- | ---------------- | ------------------------------------------ | --------------- | ----------------- |
| Mulhouse        | 104 924          | en évolution de −3,74 % par rapport à 2016 | 22,18           | 4 730,6           |
| Colmar          | 67 360           | en évolution de −3,63 % par rapport à 2016 | 66,57           | 1 011,9           |
| Saint-Louis     | 22 530           | en évolution de +9,15 % par rapport à 2016 | 16,85           | 1 337,1           |
| Wittenheim      | 15 491           | en évolution de +6,18 % par rapport à 2016 | 19,01           | 814,9             |
| Illzach         | 15 115           | en évolution de +3,92 % par rapport à 2016 | 7,5             | 2 015,3           |
| Rixheim         | 14 125           | en évolution de +0,37 % par rapport à 2016 | 19,53           | 723,2             |
| Kingersheim     | 13 265           | en évolution de +0,87 % par rapport à 2016 | 6,69            | 1 982,8           |
| Riedisheim      | 12 154           | en évolution de −1,11 % par rapport à 2016 | 6,96            | 1 746,3           |
| Cernay          | 11 737           | en évolution de +1,03 % par rapport à 2016 | 18,04           | 650,6             |
| Guebwiller      | 11 090           | en évolution de +0,25 % par rapport à 2016 | 9,68            | 1 145,7           |
| Wittelsheim     | 10 364           | en évolution de −0,65 % par rapport à 2016 | 23,63           | 438,6             |
| Pfastatt        | 10 275           | en évolution de +8,15 % par rapport à 2016 | 5,24            | 1 960,9           |
| Source : Insee. |                  |                                            |                 |                   |

## Structures des variations de population

### Soldes naturels et migratoires depuis 1968
La variation moyenne annuelle est positive mais en diminution depuis les années 1970, passant de 1,2 à 0,1 %.
Le solde naturel annuel qui est la différence entre le nombre de naissances et le nombre de décès enregistrés au cours d'une même année, a baissé, passant de 0,5 à 0,1 %. La baisse du taux de natalité, qui passe de 16,6 à 10,5 ‰, n'est en fait pas compensée par une baisse du taux de mortalité, qui parallèlement passe de 11,5 à 9,3 ‰.
Le flux migratoire reste positif mais en régression sur la période courant de 1968 à 2021. Il baisse de 0,7 à −0 %.
| Indicateurs démographiques                       | 1968 à1975 | 1975 à1982 | 1982 à1990 | 1990 à1999 | 1999 à2010 | 2010 à2015 | 2015 à2021 |
| ------------------------------------------------ | ---------- | ---------- | ---------- | ---------- | ---------- | ---------- | ---------- |
| Variation annuelle moyenne de la population en % | 1,2        | 0,3        | 0,4        | 0,6        | 0,5        | 0,3        | 0,1        |
| - due au solde naturel en %                      | 0,5        | 0,4        | 0,5        | 0,4        | 0,4        | 0,4        | 0,1        |
| - due au solde apparent des entrées sorties en % | 0,7        | -0,0       | -0,1       | 0,1        | 0,1        | -0,0       | -0,0       |
| Taux de natalité en ‰                            | 16,6       | 14,3       | 14,5       | 13,2       | 12,4       | 11,8       | 10,5       |
| Taux de mortalité en ‰                           | 11,5       | 10,5       | 9,6        | 8,7        | 8,0        | 8,2        | 9,3        |
| Source : Insee.                                  |            |            |            |            |            |            |            |

### Mouvements naturels sur la période 2014-2022
En 2014, 8 826 naissances ont été dénombrées contre 6 266 décès. Le nombre annuel des naissances a diminué depuis cette date, passant à 7 236 en 2022, indépendamment à une augmentation, mais relativement faible, du nombre de décès, avec 7 664 en 2022. Le solde naturel est ainsi négatif et diminue, passant de 2 560 à -428.
Pour des raisons techniques, il est temporairement impossible d'afficher le graphique qui aurait dû être présenté ici.

## Densité de population
La densité de population est en augmentation depuis 1968, en cohérence avec l'augmentation de la population.
En 2021, la densité était de 217,6 hab./km2.
| 1968 |  | 166.0 |  |

| 1975 |  | 180.2 |  |

| 1982 |  | 184.5 |  |

| 1990 |  | 190.4 |  |

| 1999 |  | 200.8 |  |

| 2010 |  | 212.7 |  |

| 2015 |  | 216.3 |  |

| 2021 |  | 217.6 |  |

## Répartition par sexes et tranches d'âges
La population du département est plus âgée qu'au niveau national.
En 2021, le taux de personnes d'un âge inférieur à 30 ans s'élève à 33,2 %, soit en dessous de la moyenne nationale (35,1 %). À l'inverse, le taux de personnes d'âge supérieur à 60 ans est de 27 % la même année, alors qu'il est de 26,6 % au niveau national.
En 2021, le département comptait 376 469 hommes pour 390 614 femmes, soit un taux de 50,92 % de femmes, légèrement inférieur au taux national (51,61 %).
Les pyramides des âges du département et de la France s'établissent comme suit.
| Hommes | Classe d’âge | Femmes |
| ------ | ------------ | ------ |
| 0,6    | 90 ou +      | 1,6    |
| 7,1    | 75-89 ans    | 9,5    |
| 17,4   | 60-74 ans    | 17,8   |
| 21,4   | 45-59 ans    | 20,9   |
| 18,7   | 30-44 ans    | 18,6   |
| 16,9   | 15-29 ans    | 15,2   |
| 17,9   | 0-14 ans     | 16,5   |

| Hommes | Classe d’âge | Femmes |
| ------ | ------------ | ------ |
| 0,7    | 90 ou +      | 1,9    |
| 7,0    | 75-89 ans    | 9,5    |
| 16,6   | 60-74 ans    | 17,5   |
| 20,0   | 45-59 ans    | 19,5   |
| 18,8   | 30-44 ans    | 18,3   |
| 18,3   | 15-29 ans    | 16,7   |
| 18,6   | 0-14 ans     | 16,7   |

## Répartition par catégories socioprofessionnelles
La catégorie socioprofessionnelle des ouvriers est surreprésentée par rapport au niveau national. Avec 15,5 % en 2021, elle est 3,8 points au-dessus du taux national (11,7 %). La catégorie socioprofessionnelle des cadres et professions intellectuelles supérieures est quant à elle sous-représentée par rapport au niveau national. Avec 7,8 % en 2021, elle est 2,3 points en dessous du taux national (10,1 %).
| Catégorie socioprofessionnelle                    | 2015    | 2015 | 2021    | 2021 | Détails de l'année 2021 | Détails de l'année 2021 | Détails de l'année 2021            | Détails de l'année 2021            | Détails de l'année 2021            |
| Catégorie socioprofessionnelle                    | Nb      | %    | Nb      | %    | Hommes                  | Femmes                  | Part en % de la population âgée de | Part en % de la population âgée de | Part en % de la population âgée de |
| Catégorie socioprofessionnelle                    | Nb      | %    | Nb      | %    | Hommes                  | Femmes                  | 15 à 24 ans                        | 25 à 54 ans                        | 55 ans ou +                        |
| ------------------------------------------------- | ------- | ---- | ------- | ---- | ----------------------- | ----------------------- | ---------------------------------- | ---------------------------------- | ---------------------------------- |
| Agriculteurs exploitants                          | 3 247   | 0,5  | 2 959   | 0,5  | 2 261                   | 698                     | 0,1                                | 0,6                                | 0,4                                |
| Artisans, commerçants, chefs d'entreprise         | 18 097  | 2,9  | 19 393  | 3,1  | 13 196                  | 6 197                   | 0,7                                | 4,7                                | 1,9                                |
| Cadres et professions intellectuelles supérieures | 45 559  | 7,3  | 49 560  | 7,8  | 29 713                  | 19 847                  | 1,5                                | 13,0                               | 4,0                                |
| Professions intermédiaires                        | 89 205  | 14,3 | 94 319  | 14,9 | 43 994                  | 50 325                  | 9,4                                | 24,2                               | 6,2                                |
| Employés                                          | 102 956 | 16,5 | 100 730 | 15,9 | 23 223                  | 77 507                  | 16,5                               | 23,6                               | 6,9                                |
| Ouvriers                                          | 104 264 | 16,7 | 98 222  | 15,5 | 78 598                  | 19 623                  | 15,5                               | 23,5                               | 6,5                                |
| Retraités                                         | 164 803 | 26,4 | 171 311 | 27,0 | 80 416                  | 90 895                  | 0,0                                | 0,1                                | 65,7                               |
| Autres personnes sans activité professionnelle    | 94 953  | 15,2 | 98 072  | 15,5 | 37 083                  | 60 988                  | 56,3                               | 10,2                               | 8,4                                |
| Ensemble                                          | 623 085 | 100  | 634 564 | 100  | 308 484                 | 326 080                 | 100                                | 100                                | 100                                |
| Sources : Insee,.                                 |         |      |         |      |                         |                         |                                    |                                    |                                    |

## Accidents démographiques graves dans le Haut-Rhin
Le département a été l'un des plus touchés par la Pandémie de Covid-19 en France de l'année 2020, avec une très forte surmortalité, liée à l'apparition d'un Foyer de contagion important lors d'un rassemblement évangélique du 17 au 21 février à Mulhouse, auquel ont participé de nombreuses personnes de toute la France, leur nombre étant évalué à environ 2 500, dont près de 2 000 ont été contaminées, bien qu'il fût possible de s'y rendre sans inscription.
Au 29 mars, le département comptait 348 personnes décédées du coronavirus dans ses hôpitaux, soit 13,4 % du total en France, alors qu'il ne représente que 1,1 % de la population française, soit un rapport de un à douze. Les départements limitrophes du Bas-Rhin, des Vosges et surtout le Territoire de Belfort, avec lequel le Haut-Rhin a beaucoup de connexions économiques, familiales et sociales, étaient particulièrement touchés :
- 51 personnes décédées dans le Territoire de Belfort (2 % du total en France contre 0,2 % de la population française, soit un rapport de un à dix);
- 72 personnes décédées dans les Vosges (2,9 % du total en France contre 0,5 % de la population française, soit un rapport de un à six);
- 135 personnes décédées dans le Bas-Rhin (5,2 % du total en France contre 1,6 % de la population française, soit un rapport de un à trois).

D'autres département non limitrophes mais proches, la Haute-Saône, la Meurthe-et-Moselle et la Moselle étaient eux aussi plus touchés que la moyenne française : 
- 36 personnes décédées dans la Haute-Saône (1,43 % du total en France contre 0,8 % de la population française, soit un rapport de un à 1,5);
- 163 personnes décédées en Moselle (5,2 % du total en France contre 1,55 % de la population française, soit un rapport de un à trois);
- 42 personnes décédées en Meurthe-et-Moselle (1,6 % du total en France contre 1 % de la population française, soit un rapport de un à 1,5);
- 25 personnes décédées dans le Doubs (1 % du total en France contre 0,8 % de la population française, soit un rapport de un à 1,2).

Le 3 avril 2020 au soir, le département comptait par ailleurs 314 personnes décédées dans les Ehpad, selon un décompte encore provisoire du Ministère de la Santé, soit 35,52 % sur les 884 décès recensés dans toute la France dans les Ehpad, toujours selon ce décompte encore provisoire.